# Norilsk
Norilsk (rusko Норильск) je mesto v Krasnojarskem okraju v Rusiji. Leži južno od Tajmirskega polotoka, 90 kilometrov vzhodno od reke Jenisej in 1500 kilometrov severno od Krasnojarska, 300 kilometrov severno od severnega tečajnika.
Je najseverneje ležeče mesto na svetu z več kot 100.000 prebivalci in za Murmanskom drugo največje mesto znotraj arktičnega kroga. Za Krasnojarskom je drugo največje mesto Krasnojarskega okraja. Leta 2004 sta bili Norilsku pripojeni satelitski naselji Talnah in Kajerkan.
Norilsk je zgrajen na zalogah nikljeve, platinove, paladijeve in bakrove rude, ki so med največjimi na svetu. Glavni industriji sta rudarstvo in metalurgija. Zaradi težke industrije je okolje močno onesnaženo, norilska industrija pa naj bi po nekaterih ocenah v ozračje prispevala 1 % vseh svetovnih emisij žveplovega dioksida.
Tujim državljanom je vstop v Norilsk dovoljen le z dovoljenjem, ki ga izda zvezna varnostna služba Rusije.

## Zgodovina
Rudo s področja današnjega Norilska so izrabljali že prebivalci trgovskega mesta Mangazeje v 17. stoletju. V drugi polovici 19. stoletja so trgovci tod postavili talilnico bakra. Nove raziskave področja po letu 1919 so potrdile prisotnost bogatih nahajališč premoga in polikovinskih rud v zahodnih odrastkih planote Putorana. Leta 1921 je odprava pod vodstvom Nikolaja Urvanceva postavila leseno kočo, ki velja za prvo hišo v Norilsku. Danes stoji v bližini norilskega muzeja in ima status zgodovinske stavbe.
Leta 1935 se je pričel graditi Norilski rudarsko-metalurški kombinat A. P. Zavenjagina. Večino delovne sile so predstavljali zaporniki delovnega taborišča Norilag, med njimi večidel politični zaporniki. Prva tona niklja je bila proizvedena leta 1942.
Do leta 1951 so se norilsko naselje in industrijski obrati nahajali ob vznožju gore Šmidtih; danes območje imenujejo "stari" Norilsk in v njem ni stanovanjskih stavb. "Novi" Norilsk se je začela leta 1951, prav tako z uporabo zaporniške delovne sile. Julija 1953 je Norilsk prejel status mesta.
Leta 1953, kmalu po Stalinovi smrti, so zaporniki norilskega taborišča izvedli vstajo. Avgusta 1956 je bilo taborišče Norilag ukinjeno. Ob zadnjem štetju pred zaprtjem je bilo v njem 13.629 zapornikov, vrh pa je bilo število zapornikov doseglo leta 1951 (več kot 72.000).
Leta 1960 so severovzhodno od Norilska odkrili nove zaloge bakrovo-nikljeve rude in nastalo je rudarsko naselje Talnah. V letih 1971 do 1981 je bila zahodno od Norilska zgrajena Nadeždinska metalurška tovarna za predelavo rude.
Maja 2020 je prišlo do razlitja 20.000 ton dizelskega olja iz nadeždinskega kompleksa v reko Ambarna.

## Promet
Norilsk nima kopenske prometne povezave z ostankom države. Cesta in železnica ga povezujeta s pristaniščem Dudinka, skozi katerega poteka pomorski promet do Murmanska in Arhangelska, poleti pa tudi rečni do Krasnojarska.
Ozkotirno železnico med Norilskom in Dudinko so zgradili v letih 1936–1937. Med letoma 1947 in 1951 so mesti povezali z normalnotirno železniško progo. Po drugi svetovni vojni so norilsko železnico nameravali navezati na ostanek železniškega omrežja preko mesta Igarka. Po Stalinovi smrti so napol dokončano gradnjo železnice, oklicane za »mrtvo cesto«, opustili. V 90. letih je bila proga deelektrificirana in na njej ukinjeni potniški vlaki, tako da danes služi zgolj tovornemu prometu.
Zračni promet se odvija preko letališča Norilsk - Alikelj, ki leži 35 kilometrov zahodno od mesta. Zgrajeno je bilo v poznih 1950. letih in posodobljeno v letih 2005–2018.